# Carl Henrik Norman
Carl Henrik Norman, född 3 februari 1803, död 21 september 1837 i Sankt Nikolai församling, Stockholms stad, var en violinist vid Kungliga hovkapellet.

## Biografi
Carl Henrik Norman föddes 3 februari 1803. Han var elev 16 oktober 1816. Han anställdes 1 juli 1820 som violinist vid Kungliga hovkapellet i Stockholm och slutade 1 juli 1837. Norman avled 21 september 1837.